# Fédération mondiale des sourds
Pour les articles homonymes, voir FMS.
La Fédération mondiale des sourds, souvent abrégée en FMS, (en anglais : World Federation of the Deaf), est une organisation non gouvernementale internationale pour les sourds, avec un effectif actuel de 130 associations affiliées à travers le monde. La FMS traite des droits de l'homme de la communauté sourde, en collaboration avec l'Organisation des Nations unies et diverses de ses agences spécialisées, telles que l'Organisation internationale du travail et l'Organisation mondiale de la santé.
Les onze membres actuels du conseil d'administration sont tous sourds. Le siège social est à Helsinki, en Finlande.

## Statut
La FMS a un statut de catégorie B avec les Nations unies et est représentée dans les groupes suivants :
- Conseil économique et social (ECOSOC)
- Commissions régionales
- Commission économique pour l'Afrique (CEA)
- Commission économique pour l'Europe (CEE-ONU)
- Commission économique pour l'Amérique latine et les Caraïbes (CEPALC)
- Commission économique et sociale pour l'Asie et le Pacifique (CESAP)
- Commission économique et sociale pour l'Asie occidentale (CESAO)
- Groupe d'experts sur l'application des Règles des Nations unies pour l'égalisation des chances pour les personnes handicapées
- Haut-Commissariat des Nations unies aux droits de l'homme (HCDH)
- Organisation des Nations unies pour l'éducation, la science et la culture (UNESCO)
- Organisation internationale du travail (OIT)
- Organisation mondiale de la santé (OMS)
- Banque mondiale
- Conseil de l'Europe
- International Disability Alliance

La FMS fournit des conseils d'expert sur les questions sourdes dans ses relations avec d'autres organisations internationales et des groupes professionnels.

## Objectifs
À l'heure actuelle, l'accent est mis sur les domaines suivants :
- Améliorer le statut des langues des signes nationales[1],[2]
- Une meilleure éducation pour les personnes sourdes dont l'éducation bilingue[3]
- Améliorer l'accès à l'information et aux services[1]
- Améliorer les droits des sourds dans les pays en développement[1],[3],[4],[5]
- Promouvoir la création d'organisations des sourds où il n'en existe pas actuellement[1]

## Histoire
La FMS a été créée en septembre 1951 à Rome (Italie) par Cesare Magarotto, un des fondateurs, au premier Congrès mondial des Sourds, sous les auspices de l'Ente Nazionale Sordomuti (ENS), l'association italienne des sourds. La dénomination de la fédération était la Fédération mondiale des Sourds-Muets puis en 1955 aux Bruxelles, la fédération prend le nom de Fédération mondiale des Sourds. Le premier président de la FMS a été le professeur Vittorio Ieralla, qui était aussi, à ce moment, le président de l'ENS. Le congrès a réuni des représentants de vingt-cinq pays.
En 1999, la Fédération mondiale des Sourds est un des fondateurs de l'association International Disability Alliance et Liisa Kauppinen est la première présidente de cette nouvelle association.

### Liste des présidents
- 1951-1955 :  Vittorio Ieralla
- 1955-1983 :  Dragoljub Vukotić
- 1983-1995 :  Yerker Andersson
- 1995-2003 :  Liisa Kauppinen
- 2003-2011 :  Markku Jokinen
- 2011-2019 :  Colin Allen
- 2019-présent :  Joseph J. Murray

## Circonscription
Les demandes de FMS représentent soixante-dix millions de personnes sourdes dans le monde, dont plus de 80 % vivent dans les pays en développement. Cela se fait principalement à travers l'adhésion des organisations nationales de sourds, où de telles organisations existent. En février 2009, cent-trente associations nationales sont membres de la FMS. Les membres associés, internationaux et individuels constituent également la base de l'adhésion de l'organisation.

## Congrès mondial
Le Congrès mondial de la Fédération mondiale des sourds a lieu tous les quatre ans depuis 1951. Organisé par la FMS et le pays hôte, cet événement est fréquenté par des milliers de personnes sourdes venues du monde entier. Ainsi que la convocation de l'Assemblée générale qui forme les lignes directrices pour les quatre prochaines années de ses travaux, le congrès est l'occasion d'un vaste programme culturel, comprenant pièces de théâtre, cinéma, expositions, arts du spectacle et visites de lieux d'intérêt locaux.
| Nombre | Année | Date              | Lieu                            | Thème                                                |
| ------ | ----- | ----------------- | ------------------------------- | ---------------------------------------------------- |
| 1      | 1951  | 23 septembre      | Rome, Italie                    | (pas de thème)                                       |
| 2      | 1955  | 23-27 août        | Zagreb, Yougoslavie             | (pas de thème)                                       |
| 3      | 1959  | 22-26 août        | Wiesbaden, Allemagne de l'Ouest | (pas de thème)                                       |
| 4      | 1963  | 17-21 août        | Stockholm, Suède                | (pas de thème)                                       |
| 5      | 1967  | 10-17 août        | Varsovie, Pologne               | Les Sourds Parmi les personnes entendantes           |
| 6      | 1971  | 31 juillet-5 août | Paris, France                   | La personne sourde dans le monde en évolution        |
| 7      | 1975  | 31 juillet-8 août | Washington, D.C., États-Unis    | La pleine citoyenneté pour tous les sourds           |
| 8      | 1979  | 20-27 juin        | Varna, Bulgarie                 | Les personnes sourdes dans la société moderne        |
| 9      | 1983  | 28 juin-6 juillet | Palerme, Italie                 | Surdité Aujourd'hui & Demain: réalité et utopie      |
| 10     | 1987  | 20-28 juillet     | Espoo, Finlande                 | Un monde - Une responsabilité                        |
| 11     | 1991  | 2-11 juillet      | Tokyo, Japon                    | L'égalité et l'autonomie                             |
| 12     | 1995  | 6-15 juillet      | Vienne, Autriche                | Vers le droit de l'homme                             |
| 13     | 1999  | 25-31 juillet     | Brisbane, Australie             | Diversité et unité                                   |
| 14     | 2003  | 18-26 juillet     | Montréal, Canada                | Opportunités et défis au 21e siècle                  |
| 15     | 2007  | 16-22 juillet     | Madrid, Espagne                 | Droits de l'Homme à travers la langue des signes     |
| 16     | 2011  | 18-24 juillet     | Durban, Afrique du Sud          | La Renaissance Mondiale des Sourds                   |
| 17     | 2015  | 28 juillet-2 août | Istanbul, Turquie               | Renforcer la diversité humaine                       |
| 18     | 2019  | 23-27 juillet     | Paris, France                   | Le Droit à la Langue des Signes pour Tous            |
| 19     | 2023  | 11-15 juillet     | Jeju, Corée du Sud              | Protection des droits de l'homme en période de crise |
| 20     | 2027  | n/a               | Abou Dabi, Émirats arabes unis  | n/a                                                  |

## Liste des associations
| Numéro | Année de la fondation | Pays                             | Désignation | Nom de l'association                                                                                        |
| ------ | --------------------- | -------------------------------- | ----------- | --- |
| 1      | 1932                  | Italie                           | ENS         | Ente Nazionale Sordi                                                                                        |
| 2      | NC                    | Afghanistan                      | ANAD AFG    | Afghanistan National Association of the Deaf                                                                |
| 3      | NC                    | Albanie                          | ANAD        | Albanian National Association of the Deaf                                                                   |
| 4      | NC                    | Algérie                          | FNSA        | Fédération nationale des sourds d’Algérie                                                                   |
| 5      | NC                    | Argentine                        | CoASo       | Confederación Argentina de Sordomudos                                                                       |
| 6      | NC                    | Arménie                          | NC          | Armenian Deaf Society                                                                                       |
| 7      | NC                    | Australie                        | AUS DEAF    | Deaf Australia                                                                                              |
| 8      | NC                    | Autriche                         | OEGLB       | Fédération autrichienne des sourds                                                                          |
| 9      | NC                    | Azerbaïdjan                      | AZOG        | Azerbaijan Society of the Deaf                                                                              |
| 10     | NC                    | Bangladesh                       | BNFD        | Bangladesh National Federation of the Deaf                                                                  |
| 11     | NC                    | Biélorussie                      | BELOG       | Byelorussian Society of the Deaf                                                                            |
| 12     | NC                    | Belgique                         | FFSB        | Fédération francophone des sourds de Belgique                                                               |
| 13     | NC                    | Bénin                            | ANSB        | Association nationale des sourds du Bénin                                                                   |
| 14     | NC                    | Bolivie                          | FEBOS       | Federación Boliviana de Sordos                                                                              |
| 15     | NC                    | Bosnie-Herzégovine               | DEAF-BIH    | Association of the Deaf and Hard of Hearing                                                                 |
| 16     | NC                    | Botswana                         | BAOD        | Botswana Association of the Deaf                                                                            |
| 17     | NC                    | Brésil                           | FENEIS      | Federación Nacional de Educacione Integracao dos Surdos                                                     |
| 18     | NC                    | Bulgarie                         | SGB         | Union of the Deaf in Bulgaria                                                                               |
| 19     | NC                    | Burkina Faso                     | UNADAB      | Union Nationale des Associations des Déficients Auditifs du Burkina                                         |
| 20     | NC                    | Burundi                          | BNADeaf     | Association Nationale des Sourds du Burundi                                                                 |
| 21     | NC                    | Cameroun                         | ANSCAM      | Association nationale des sourds du Cameroun                                                                |
| 22     | NC                    | Canada                           | CAD ou ASC  | Canadian Association of the Deaf                                                                            |
| 23     | NC                    | Tchad                            | ANDAT       | Chadian National Association of the Hearing Impaired                                                        |
| 24     | NC                    | Chili                            | ASOCH       | Asociación de Sordos de Chile                                                                               |
| 25     | NC                    | Chine                            | CDPF        | China Association of the Deaf                                                                               |
| 26     | NC                    | Colombie                         | FENASCOL    | Federación Nacional de Sordos de Colombia                                                                   |
| 27     | NC                    | République démocratique du Congo | NC          | Association Nationale des Sourds du Congo                                                                   |
| 28     | NC                    | République du Congo              | ANSDACO     | Association Nationale des Sourds et Déficients Auditifs du Congo                                            |
| 29     | NC                    | Costa Rica                       | ANASCOR     | Asociación Nacional de Sordos de Costa Rica                                                                 |
| 30     | 27 juillet 1991       | Côte d'Ivoire                    | ANASOCI     | Association Nationale des Sourds de Côte d'Ivoire                                                           |
| 31     | NC                    | Croatie                          | GLUHIH      | Croatian Association of the Deaf and Hard of Hearing                                                        |
| 32     | NC                    | Cuba                             | ANSOC       | Asociación Nacional de Sordos de Cuba                                                                       |
| 33     | NC                    | Chypre                           | CYDF        | Cyprus Deaf Federation                                                                                      |
| 34     | NC                    | République tchèque               | SNNCR       | Union of the Deaf and Hard of Hearing in the Czech Republic                                                 |
| 35     | NC                    | Danemark                         | DDL         | Danske Døves Landsforbund                                                                                   |
| 36     | NC                    | République dominicaine           | ANSORDO     | Asociación Nacional de Sordos de la Republica Dominicana                                                    |
| 37     | NC                    | Équateur                         | FENESEC     | Federación Nacional de Sordos de Ecuador                                                                    |
| 38     | NC                    | Salvador                         | ASS         | Asociación Salvadoreña de Sordos                                                                            |
| 39     | NC                    | Érythrée                         | ENAD        | National Deaf Association of Eritrea                                                                        |
| 40     | NC                    | Estonie                          | EKL         | Eesti Kurtide Liit                                                                                          |
| 41     | NC                    | Éthiopie                         | ENAD        | Ethiopian National Association of the Deaf                                                                  |
| 42     | NC                    | Fidji                            | FAD         | Fiji Association of the Deaf                                                                                |
| 43     | NC                    | Finlande                         | FAD         | The Finnish Association of the Deaf                                                                         |
| 44     | 1897                  | France                           | FNSF        | Fédération nationale des sourds de France                                                                   |
| 45     | NC                    | Gambie                           | GADHOH      | Gambia Association of the Deaf and Hard of Hearing                                                          |
| 46     | NC                    | Géorgie                          | UDG         | Union of the Deaf of Georgia                                                                                |
| 47     | 1950                  | Allemagne                        | DGB         | Deutscher Gehörlosen-Bund                                                                                   |
| 48     | NC                    | Ghana                            | GNAD        | Ghana National Association of the Deaf                                                                      |
| 49     | NC                    | Grèce                            | HFD         | Hellenic Federation of the Deaf                                                                             |
| 50     | NC                    | Guatemala                        | ASORGUA     | Asociación de Sordos de Guatemala                                                                           |
| 51     | NC                    | Guinée                           | AGS         | Association Guinéenne des Sourds                                                                            |
| 52     | NC                    | Honduras                         | ANSH        | Asociación Nacional de Sordos de Honduras                                                                   |
| 53     | NC                    | Hong Kong                        | HKAD        | Hong Kong Association of the Deaf                                                                           |
| 54     | 1907                  | Hongrie                          | SINOSZ      | Hungarian Association of the Deaf and Hard of Hearing (en)                                                  |
| 55     | NC                    | Islande                          | FH          | Felag Heyrnarlausra                                                                                         |
| 56     | NC                    | Inde                             | AIFD        | All India Federation of the Deaf                                                                            |
| 57     | NC                    | Indonésie                        | IAWD        | Indonesian Association for the Welfare of the Deaf                                                          |
| 58     | NC                    | Iran                             | INCD        | Iranian National Center of the Deaf                                                                         |
| 59     | NC                    | Irlande                          | IDS         | Irish Deaf Society                                                                                          |
| 60     | NC                    | Israël                           | ADI         | The Association of the Deaf in Israel                                                                       |
| 61     | 1947                  | Japon                            | JFD         | Japanese Federation of the Deaf                                                                             |
| 62     | NC                    | Kazakhstan                       | KSD         | Kazakhstan Society of the Deaf                                                                              |
| 63     | NC                    | Kenya                            | KNAD        | Kenya National Association of the Deaf                                                                      |
| 64     | NC                    | Corée du Sud                     | SKAD        | South-Korean Association of the Deaf                                                                        |
| 65     | NC                    | Koweït                           | KCD         | Kuwait Club for the Deaf                                                                                    |
| 66     | NC                    | Lettonie                         | LNS         | Latvian Association of the Deaf                                                                             |
| 67     | NC                    | Liban                            | AOSML       | Association de L'Œuvre des Sourds-Muets au Liban                                                            |
| 68     | NC                    | Lesotho                          | NADL        | National Association of the Deaf Lesotho                                                                    |
| 69     | NC                    | Liberia                          | LNAD        | Liberia National Association of the Deaf                                                                    |
| 70     | NC                    | Libye                            | LGFDS       | Libyan General Federation of Deaf Societies                                                                 |
| 71     | NC                    | Lituanie                         | LKS         | Lithuanian Deaf Association                                                                                 |
| 72     | NC                    | Macao                            | CTM         | Macau Deaf Association                                                                                      |
| 73     | NC                    | Macédoine                        | SGNM        | Association of the Deaf and Hard of Hearing of Macedonija                                                   |
| 74     | NC                    | Madagascar                       | FDM         | Federation of the Deaf in Madagascar                                                                        |
| 75     | NC                    | Malawi                           | MANAD       | Malawi National Association of the Deaf                                                                     |
| 76     | NC                    | Malaisie                         | MFD         | Malaysia Federation of the Deaf                                                                             |
| 77     | NC                    | Mali                             | AMASourds   | Mali Association of the Deaf                                                                                |
| 78     | NC                    | Malte                            | GPNS        | G�aqda Persuni Neqsin mis-Smig�                                                                             |
| 79     | NC                    | Mexique                          | FEMESOR     | Federación Mexicana de Sordos                                                                               |
| 80     | NC                    | Moldavie                         | NC          | Association of the Deaf of Republic Moldova                                                                 |
| 81     | NC                    | Mongolie                         | MGLD        | Mongolian Association of the Deaf                                                                           |
| 82     | NC                    | Maroc                            | AMS         | Association Marocaine des Sourds                                                                            |
| 83     | NC                    | Mozambique                       | ADM         | Association of the Deaf in Mozambique                                                                       |
| 84     | NC                    | Namibie                          | NNAD        | Namibian National Association of the Deaf                                                                   |
| 85     | NC                    | Népal                            | NDFN        | Nepal Deaf Federation                                                                                       |
| 86     | NC                    | Pays-Bas                         | NC          | Dovenschap                                                                                                  |
| 87     | NC                    | Nouvelle-Zélande                 | DANZ        | Deaf Aotearoa New Zealand                                                                                   |
| 88     | NC                    | Nicaragua                        | ANSNIC      | Asociación Nacional de Sordos de Nicaragua                                                                  |
| 89     | NC                    | Niger                            | ASN         | Association des Sourds du Niger                                                                             |
| 90     | NC                    | Nigeria                          | NNAD        | Nigeria National Association of the Deaf                                                                    |
| 91     | NC                    | Norvège                          | NDB         | Norges Döveforbund                                                                                          |
| 92     | NC                    | Pakistan                         | PAD         | Pakistan Association of the Deaf                                                                            |
| 93     | NC                    | Panama                           | ANSPA       | Asociación Nacional de Sordos de Panamá                                                                     |
| 94     | NC                    | Paraguay                         | CSP         | Centro de Sordos del Paraguay                                                                               |
| 95     | NC                    | Pérou                            | ASP         | Asociacion de Sordos del Perú                                                                               |
| 96     | NC                    | Philippines                      | PFD         | Philippine Federation of the Deaf                                                                           |
| 97     | NC                    | Pologne                          | PZG         | Polski ZwiĄzek GŁuchych                                                                                     |
| 98     | NC                    | Portugal                         | FPAS        | Federacão Portuguesa das Associacões de Surdos                                                              |
| 99     | NC                    | Qatar                            | NC          | The Qatari Center of Social Cultural for the Deaf                                                           |
| 100    | NC                    | Roumanie                         | ANSR        | Asociatia Nationalá a Suzilor din Romania                                                                   |
| 101    | NC                    | Russie                           | A-RSD       | All-Russian Society of the Deaf                                                                             |
| 102    | NC                    | Rwanda                           | RNUD        | Rwanda National Union of the Deaf                                                                           |
| 103    | NC                    | Sénégal                          | ANSS        | Association Nationale des Sourds du Senegal                                                                 |
| 104    | NC                    | Serbie                           | SGNSCG      | Savez Gluvih - Nagluvih Srbije - Crne Gore                                                                  |
| 105    | NC                    | Sierra Leone                     | SLAD        | Association of the Deaf Sierra Leone                                                                        |
| 106    | NC                    | Singapour                        | SAD         | The Singapore Association for the Deaf                                                                      |
| 107    | NC                    | Slovaquie                        | ANEPS       | Asociácia Nepoćyjủcich Slovenska                                                                            |
| 108    | NC                    | Slovénie                         | ZGNS        | Zvesa društev gluhih in naglušnih Slovenije                                                                 |
| 109    | NC                    | Somalie                          | SNAD        | Somali National Association of the Deaf                                                                     |
| 110    | NC                    | Afrique du Sud                   | DEAFSA      | Deaf Federation of South Africa                                                                             |
| 111    | NC                    | Espagne                          | CNSE        | Confederación Estatal de Personas Sordas                                                                    |
| 112    | NC                    | Sri Lanka                        | CFD         | Sri Lanka Central Federation of the Deaf                                                                    |
| 113    | NC                    | Soudan                           | SNSD        | Sudanese National Society for the Deaf                                                                      |
| 114    | NC                    | Eswatini                         | SNAD        | Swaziland National Association of the Deaf                                                                  |
| 115    | NC                    | Suède                            | SDR         | Swedish National Association of the Deaf                                                                    |
| 116    | NC                    | Suisse                           | SGB-FSS     | (de) Schweizerischer Gehörlosenbund, (fr) Fédération Suisse des Sourds, (it) Federazione dei Sordi Svizzeri |
| 117    | NC                    | Syrie                            | SFSWD       | Syrian Federation of Societies for the Welfare of the Deaf                                                  |
| 118    | NC                    | Tadjikistan                      | NC          | Tajik Society of the Deaf                                                                                   |
| 119    | NC                    | Tanzanie                         | TAD         | Tanzania Association of the Deaf                                                                            |
| 120    | NC                    | Thaïlande                        | NADT        | National Association of the Deaf in Thailand                                                                |
| 121    | NC                    | Togo                             | AST         | Association des Sourds du Togo                                                                              |
| 122    | NC                    | Tunisie                          | VST         | Association Voix du Sourd de Tunisie                                                                        |
| 123    | NC                    | Turquie                          | TNFD        | Turkish National Federation of the Deaf                                                                     |
| 124    | NC                    | Ouganda                          | UNAD        | Uganda National Association of the Deaf                                                                     |
| 125    | NC                    | Ukraine                          | USD         | Ukrainian Society of the Deaf                                                                               |
| 126    | 1890                  | Royaume-Uni                      | BDA         | British Deaf Association                                                                                    |
| 127    | 1880                  | États-Unis                       | NAD         | National Association of the Deaf                                                                            |
| 128    | NC                    | Uruguay                          | ASU         | Asociación de Sordos del Uruguay                                                                            |
| 129    | NC                    | Ouzbékistan                      | UzSD        | Uzbek Society of the Deaf                                                                                   |
| 130    | NC                    | Venezuela                        | FEVENSOR    | Federación Venezolana de Sordos                                                                             |
| 131    | NC                    | Zambie                           | ZNAD        | Zambia National Association of the Deaf                                                                     |
| 132    | NC                    | Zimbabwe                         | ZIMNAD      | Zimbabwe National Association of the Deaf                                                                   |

### Personnalités
- Liisa Kauppinen
- Wilma Newhoudt-Druchen
- Ádám Kósa
- Cesare Magarotto
- Markku Jokinen
- Suzanne Lavaud
- Edward C. Merrill, Jr